# Poggio San Lorenzo
Poggio San Lorenzo – miejscowość i gmina we Włoszech, w regionie Lacjum, w prowincji Rieti.
Według danych na rok 2004 gminę zamieszkiwały 522 osoby, 65,2 os./km².